# Alophoixus pallidus
Alophoixus pallidus е вид птица от семейство Pycnonotidae.

## Разпространение
Видът е разпространен в Камбоджа, Китай, Лаос, Мианмар, Тайланд и Виетнам.